# گروه بیراک
گروه بیراک (انگلیسی: Bayrock Group) شرکت املاک آمریکایی است، که در سال ۲۰۰۱ تأسیس شد.